# Dolls (film 1912)
Dolls è un cortometraggio muto del 1912. Il nome del regista non compare nei credits.

## Produzione
Prodotto dalla Eclair American.

## Distribuzione
Il film uscì nelle sale cinematografiche USA il 27 agosto 1912, distribuito dall'Universal Film Manufacturing Company.